# Gunnar Skoglund
Pour les articles homonymes, voir Skoglund.
Gunnar Skoglund, né le 2 septembre 1899 à Stockholm et mort le 21 septembre 1983 à Nynäshamn, est un réalisateur, scénariste et acteur suédois.

## Filmographie

### Réalisateur
- 1929 : Finurliga Fridolf (sv)
- 1932 : Landskamp
- 1935 : Vandring i våren (sv)
- 1936 : Vår randade väg (sv)
- 1937 : Katt över vägen (sv)
- 1938 : Fram för framgång (sv)
- 1939 : I deklarationstider (sv)
- 1940 : Man och kvinna (sv)
- 1941 : En kvinna ombord (sv)
- 1942 : Vårat gäng (sv)
- 1943 : En vår i vapen (sv)
- 1947 : Konsten att älska (sv)
- 1953 : Vägen till Klockrike (sv)
- 1954 : Ung man söker sällskap (sv)
- 1955 : Sista ringen (sv)
- 1956 : Blånande hav (sv)
- 1959 : För katten (sv)

### Scénariste
- 1932 : Landskamp
- 1933 : Pettersson & Bendel (sv)
- 1938 : Fram för framgång (sv)
- 1940 : Man och kvinna (sv)
- 1941 : En kvinna ombord (sv)
- 1942 : Vårat gäng (sv)
- 1943 : En vår i vapen (sv)
- 1947 : Konsten att älska (sv)
- 1955 : Sista ringen (sv)
- 1959 : För katten (sv)

### Acteur
- 1928 : Svarte Rudolf (sv)
- 1932 : Vi som går köksvägen de Gustaf Molander
- 1935 : Vandring i våren (sv)
- 1936 : Vår randade väg (sv)
- 1937 : Katt över vägen (sv)
- 1942 : Vårat gäng (sv)
- 1962 : Den gula bilen (sv)